# Colleen Moore

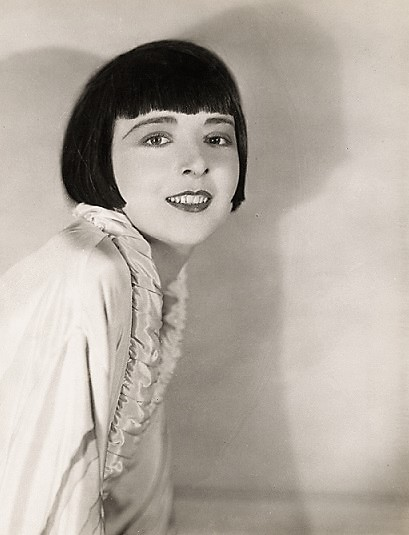
Colleen Moore (1927)

Colleen Moore (* 19. August 1900 in Port Huron, Michigan; † 25. Januar 1988 in Paso Robles, Kalifornien; eigentlich: Kathleen Morrison) war eine US-amerikanische Schauspielerin. Sie wurde häufig für den Frauentyp der Flapper besetzt und wurde zu einem der größten Stars der späten Stummfilmzeit.

## Leben und Karriere
Colleen Moore wurde in einem Konvent erzogen und studierte Klavier am Detroit Conservatory. Wie sie selbst in ihrer Autobiographie Silent Star ausführte, kam sie 1917 zum Film durch einen Gefallen, den der Regisseur David Wark Griffith ihrem Onkel Walther Howey schuldete. Howey war Editor bei einer Chicagoer Zeitung und wurde das Vorbild für den Reporter im Stück The Front Page von Ben Hecht. Entgegen vielen anderslautenden Berichten spielte Colleen Moore jedoch weder in Die Geburt einer Nation noch in Intoleranz mit.
In den nächsten Jahren spielte Moore hauptsächlich in B-Filmen und Western, ohne besonderen Eindruck an der Kinokasse zu hinterlassen. 1922 wurde sie als eine der ersten WAMPAS Baby Stars gewählt. Ihr Durchbruch kam praktisch über Nacht, als sie sich 1923 für den Film Flaming Youth ihre Haare zu einem damals populären Bubikopf frisieren ließ und so zum Symbol für die Flapper des „Jazz Age“ oder der „Roaring  wenties“ wurde. In der Folgezeit war sie immer wieder als ausgelassene junge Frau zu sehen, die ihr Leben nach eigenen Regeln lebt und die überkommenen Konventionen ablehnt. Gemeinsam mit ihrem ersten Ehemann, John McCormick, gründete sie ihre eigene Produktionsfirma unter dem Dach der First National, deren Produktionschef McCormick war.

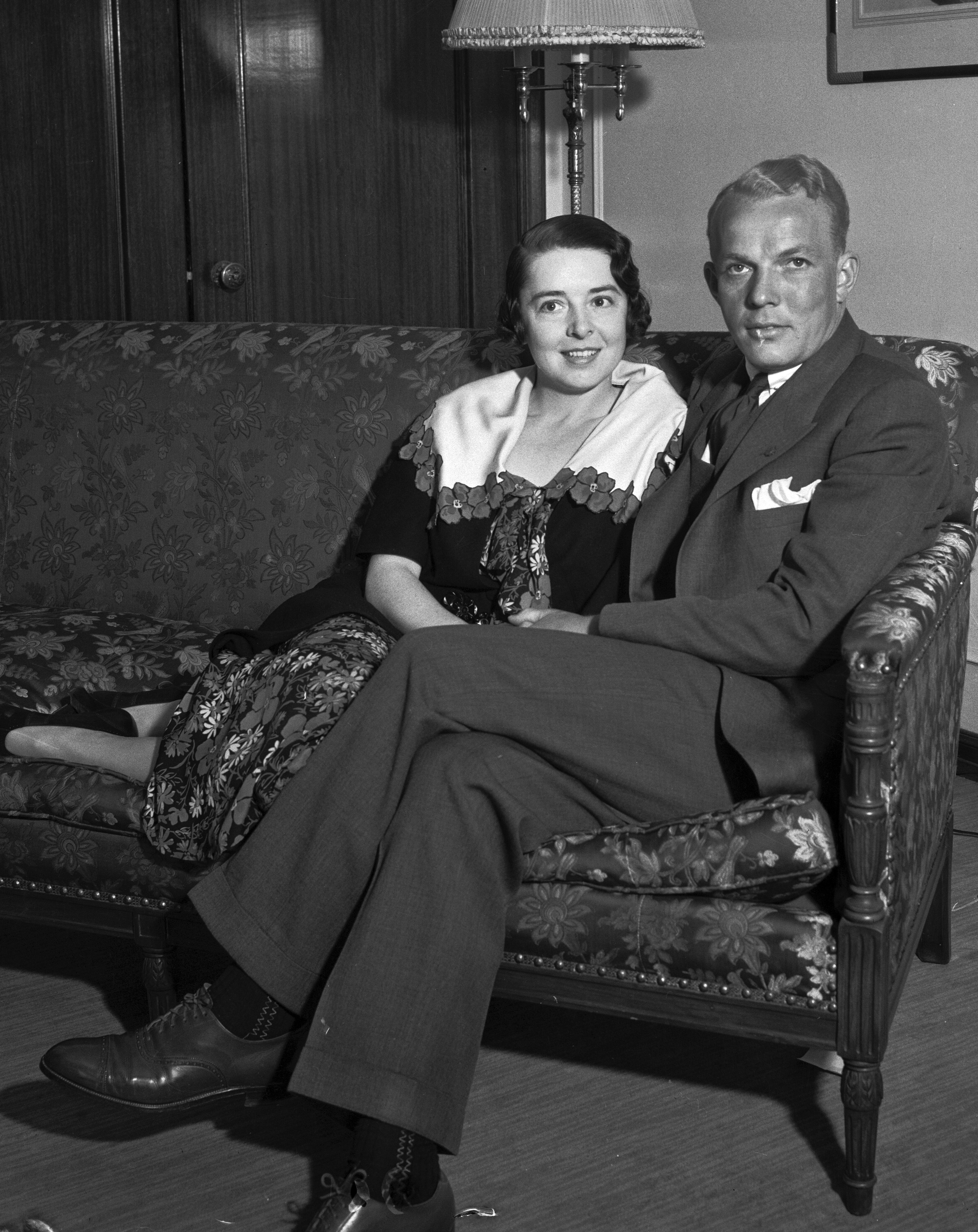
Moore mit ihrem zweiten Ehemann Albert P. Scott (um 1932)

Auf dem Höhepunkt ihrer Karriere verdiente Moore 12.500 Dollar die Woche. Sie legte ihre Gagen klug an und sammelte ein großes Vermögen an. Ihre späteren Ehemänner waren zudem Börsenmakler, die ihr halfen, ein luxuriöses Leben zu führen. Moore achtete darauf, nicht zu sehr auf den Flapper-Typ festgelegt zu werden. Ausflüge in dramatische Rollen wie in Edna Ferbers Ihr Junge von 1925 wechselten mit romantischen Komödien und Liebesgeschichten wie Wie Ellen zum Film kam aus dem Jahr 1926. Bereits 1928 erkannte Moore die Zeichen der Zeit und produzierte mit Zeit des Flieders einen sogenannten „Hybrid-Tonfilm“, der Geräuscheffekte und einzelne Dialogzeilen enthielt. Ihr Partner in dem Film, der zu den erfolgreichsten des Jahres zählte, war Gary Cooper.
Ihr Versuch, das neue Medium Tonfilm zu meistern, war jedoch eher halbherzig. Sie drehte 1929 eine Reihe von Musicals, darunter Footlights and Fools an der Seite von Fredric March, doch der Publikumsgeschmack hatte sich bereits gegen Moore und ihr Rollenfach entschieden. Ihre Versuche, 1933/34 ein Comeback zu starten, scheiterten am Desinteresse der Öffentlichkeit. Moore blieb vor allem dank Investments in Immobilien und Aktien sowie als Teilhaberin einer Investmentfirma wohlhabend. Auch schrieb sie mehrere Bücher: 1968 erschien die Autobiografie Silent Star: Colleen Moore Talks About Her Hollywood. 1969 folgte das Buch How Women Can Make Money at the Stock Market, in dem sie Frauen Ratschläge für Börseninvestments gab. 1980 fungierte Moore als Interviewpartnerin für Kevin Brownlows Dokumentarfilm Hollywood über die Stummfilmära in Hollywood.
Bekannt ist Colleen Moore auch für ein aufwendiges Puppenhaus, das sie mithilfe von Kollegen aus dem Filmgeschäft entwarf und gestaltete. Das Puppenhaus, in das sie fast eine halbe Million Dollar investierte, wurde ab 1935 häufiger auf Wohltätigkeitsveranstaltungen ausgestellt. Es ist heute im Museum of Science and Industry in Chicago zu besichtigen. Mit Colleen Moore’s Doll House veröffentlichte sie auch ein Buch über ihre berühmte Sammlung von Puppen und das legendäre Puppenhaus.
Nach ihrer Scheidung von McCormick war Moore noch dreimal verheiratet: von 1932 bis zur Scheidung 1934 mit Albert P. Scott, von 1937 bis zu dessen Tod 1964 mit Homer P. Hargrave und zuletzt von 1983 bis zu ihrem Tod mit Paul Magenot. Sie blieb kinderlos, zog aber die Kinder von Hargrave aus einer früheren Ehe mit auf. Colleen Moore starb im Januar 1988 im Alter von 87 Jahren, an sie erinnert ein Stern auf dem Hollywood Walk of Fame.

## Filmografie (Auswahl)
- 1917: The Bad Boy
- 1918: Little Orphant Annie
- 1919: The Busher
- 1919: The Man in the Moonlight
- 1920: So Long Letty
- 1921: The Sky Pilot
- 1921: The Lotus Eater
- 1922: Forsaking All Others
- 1922: Broken Chains
- 1923: Broken Hearts of Broadway
- 1923: April Showers
- 1923: Flammende Jugend (Flaming Youth)
- 1924: Through the Dark
- 1924: Der Sumpfengel (Painted People)
- 1924: The Perfect Flapper
- 1924: Flirting with Love
- 1924: Ihr Junge (So Big)
- 1925: Sally
- 1925: The Desert Flower
- 1925: Wir Modernen (We Moderns)
- 1926: Irene
- 1926: Wie Ellen zum Film kam (Ella Cinders)
- 1926: It Must Be Love
- 1926: Twinkletoes
- 1927: Fräulein – bitte Anschluss! (Orchids and Ermine)
- 1927: Susannes erstes Abenteuer (Naughty But Nice)
- 1927: Her Wild Oat
- 1928: Mädel sei lieb (Happiness Ahead)
- 1928: Zeit des Flieders (Lilac Time)
- 1928: Oh Kay!
- 1929: Erfahrene Frau gesucht (Synthetic Sin)
- 1929: Die keusche Sünderin (Why Be Good?)
- 1929: Smiling Irish Eyes
- 1929: Footlights and Fools
- 1933: The Power and the Glory
- 1934: The Social Register
- 1934: Success at Any Price
- 1934: The Scarlet Letter